# L'Arnacœur
L'arnacœur (bra: Como Arrasar um Coração; prt: O Quebra-Corações) é um filme de comédia romântica franco-monegasco dirigida por Pascal Chaumeil, com Romain Duris, Vanessa Paradis e Julie Ferrier nos principais papéis.

## Sinopse
Alex (Romain Duris) é um destruidor de relacionamentos profissional. Com sua irmã Mélanie (Julie Ferrier) e seu cunhado Marc (François Damiens), ele gerencia uma pequena empresa especializada em salvar mulheres infelizes de relacionamentos ruins. Geralmente a pedido da família, ele intervém ao seduzir a mulher para lhe abrir os olhos e a incitar a deixar o homem inadequado. Para isso, ele utiliza seu inegável charme e suas técnicas de sedução bem planejadas, assim como os mais sofisticados métodos de espionagem para descobrir os pontos fracos de seus alvos.
Um dia, um homem muito rico dá-lhe o caso da sua filha, Juliette (Vanessa Paradis), uma rica herdeira num relacionamento perfeito com um belo inglês. No começo, Alex recusa porque ele tem como princípio jamais intervir em bons relacionamentos, mas os altos gastos nas últimas missões deixaram as contas da sua pequena empresa no vermelho. Precisando de uma grande quantidade de dinheiro diante da falência e da ameaça dos seus credores, Alex finalmente aceita o caso de Juliette. O problema é que ele só tem 10 dias para destruir o relacionamento antes do casamento e, pior ainda, ele começa a sentir algo por Juliette.

## Elenco
- Romain Duris: Alex
- Vanessa Paradis: Juliette Van Der Becq
- Julie Ferrier: Mélanie
- François Damiens: Marc
- Andrew Lincoln: Jonathan
- Helena Noguerra: Sophie
- Jean-Yves Lafesse: Dutour
- Jacques Frantz: Van Der Becq

## Versão americana
Devido ao sucesso do filme na França, foi anunciado que a Working Title Films teria adquirido os direitos de uma possível versão americana do filme.

## Recepção
Desde sua estreia na França e em outros territórios, como a Bélgica e parte da Suíça, o filme arrecadou mais de 32,7 milhões de euros. O filme também conseguiu um sucesso moderado em países que não têm o francês como língua oficial.

## Prémios e nomeações
César 2011 (França)
| Categoria                                 | Resultado |
| ----------------------------------------- | --------- |
| Melhor Filme                              | Indicado  |
| Melhor Primeiro Filme                     | Indicado  |
| Melhor Ator - Romain Duris                | Indicado  |
| Melhor Ator Secundário - François Damiens | Indicado  |
| Melhor Atriz Secundária - Julie Ferrier   | Indicado  |

Globes de Cristal 2011 (França)
| Categoria    | Resultado |
| ------------ | --------- |
| Melhor Filme | Venceu    |

City of Lights, City of Angels 2010 (Los Angeles)
| Categoria                           | Resultado |
| ----------------------------------- | --------- |
| Prêmio especial (prêmio do público) | Venceu    |